# Hausurne
Die Hausurne (auch Hüttenurne) ist ein Bestattungsgefäß, das erstmals im Chalkolithikum Vorderasiens unter der Bezeichnung Ossuarium auftritt. Es besteht aus rotbraunem Ton oder Naturstein und gibt im Gefäßkörper die Merkmale verschiedener Haustypen wieder. Im Gegensatz zu Aschenurnen diente diese Stammform der Hausurne zur Aufnahme unverbrannter exkarnierter Skelettteile.
Hausurnen kommen in Form von Rund- und Viereckhütten mit verschiedenen Dachformen vor. Sie geben Einblicke in vorgeschichtliche Bauweisen, da auch die bei Gebäudefunden oft nicht erhaltene organische Baustoffe wie Holz oder Schilf nachgeahmt wurden. Typisch sind Darstellungen über dem Eingang (Mensch, Tier), die oft nur durch Nasen oder Augen angedeutet wurden. Der Zugang zum Inneren der Urne erfolgt durch verschließbare Türen im Bauchteil des Gefäßes.
Hausurnen waren in der frühen italischen und mitteldeutschen bis in die schwedische Bronze- und Eisenzeit (schwedisch Husurna) verbreitet.

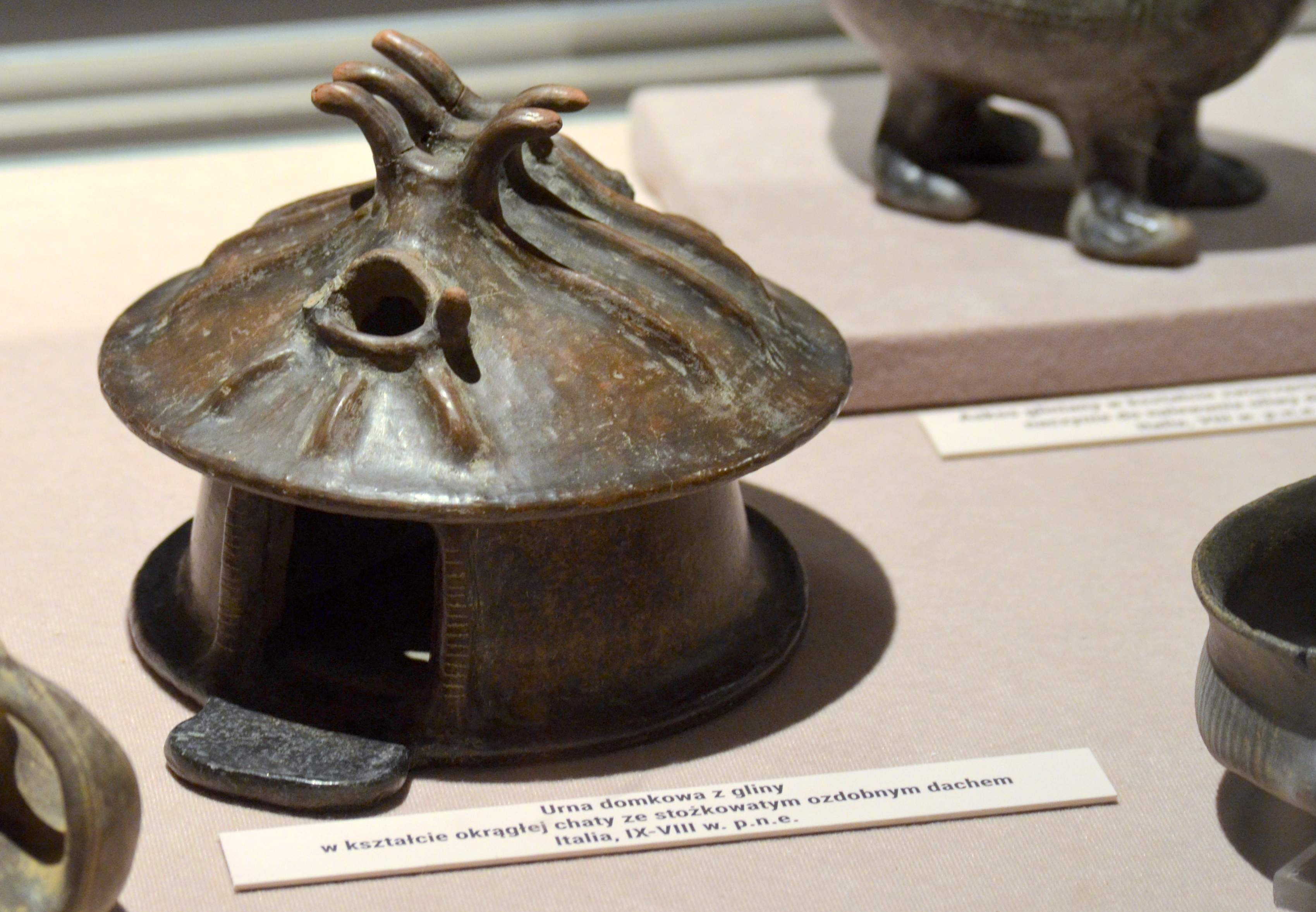
Hüttenurne Italien

## Hausurnenkultur
Namensgebend sind die Hausurnen für eine Kulturstufe der frühen Eisenzeit im 7. und 6. Jahrhundert v. Chr. zwischen Harz und Elbe. Die Urnen nahmen nach der Verbrennung eines Toten die Scheiterhaufenreste und unverbrannte Beigaben auf. Die Hausurnenkultur wird im Laufe des 6. Jh. v. Chr. dann von der Thüringische Kultur und der Jastorfkultur abgelöst.